# Alive 2007
Alive 2007 — концертный альбом Daft Punk, выпущенный 19 ноября 2007 года. Пластинка стала второй, записанной группой на концерте, первой стала Alive 1997. Alive 2007 запечатлела концерт дуэта в Берси, Париж 14 июня 2007 года.
Физический релиз в Северной Америке был отложен на 4 декабря из-за производственных причин, но пластинка была доступна уже 20 ноября 2007 года посредством цифровой дистрибуции. Специальное издание альбома содержит выступление группы на бис, записанное на втором диске, а также 50-страничную книгу с концертными фотографиями, снятыми DJ Falcon. Первый сингл с альбома «Harder, Better, Faster, Stronger (Alive 2007)» был выпущен 15 октября 2007 года.
Пластинка получила премию Грэмми в категории Best Electronic/Dance Album в 2009 году.

## Реакция критики
Alive 2007 с момента релиза получил в основном хвалебные отзывы. Pitchfork Media охарактеризовал запись как «Ультимативный микстейп Daft Punk», особо отметив, как песни с альбома Human After All «непрерывно улучшались и рождались заново» для концертного сета. Рецензент Allmusic также положительно отозвался об альбоме, заметив, что «есть ощущение от величайшего концерта лучших хитов, но находящегося под током, производимого талантом Daft Punk переплетать песни друг с другом». В публикации отмечено, что из двух концертных альбомов группы, более сильным однако является Alive 1997. The Star написала, что выпуск этого альбома и параллельно проводимые туры Daft Punk кумулятивно восстановили репутацию дуэта после смешанного приема их двух предыдущих студийных альбомов.

## Список композиций
1. «Robot Rock» / «Oh Yeah» — 6:28
2. «Touch It» / «Technologic» — 5:30
3. «Television Rules the Nation» / «Crescendolls» — 4:51
4. «Too Long» / «Steam Machine» — 7:02
5. «Around the World» / «Harder, Better, Faster, Stronger» — 5:43
6. «Burnin'» / «Too Long» — 7:12
7. «Face to Face» / «Short Circuit» — 4:55
8. «One More Time» / «Aerodynamic» — 6:11
9. «Aerodynamic Beats» / «Forget About the World» — 3:32
10. «The Prime Time of Your Life» / «The Brainwasher» / «Rollin' & Scratchin'» / «Alive» — 10:22
11. «Da Funk» / «Daftendirekt» — 6:37
12. «Superheroes» / «Human After All» / «Rock’n Roll» — 5:41

### Бонус диск
1. Вызов на бис: «Human After All» / «Together» / «One More Time (reprise)» / «Music Sounds Better with You» — 9:59
2. Музыкальное видео: «Harder, Better, Faster, Stronger (Alive 2007)»

## Позиции в чартах
| Чарты (2007)                                      | Наивысшее место |
| ------------------------------------------------- | --------------- |
| Австралия                                         | 14              |
| Бельгия (Фландрия)                                | 6               |
| Бельгия (Валлония)                                | 6               |
| Франция                                           | 1               |
| Мексика                                           | 26              |
| Нидерланды                                        | 47              |
| Швейцария                                         | 17              |
| Соединённые Штаты Америки (Top Electronic Albums) | 1               |
| Великобритания                                    | 86              |

К февралю 2008 года альбом получил золотой статус в Австралии.